# Magelang
Magelang – miasto w Indonezji na Jawie w prowincji Jawa Środkowa; leży na równinie Kedu nad rzeką Progo pomiędzy wulkanami Sumbing i Merbabu; powierzchnia 1812 ha; 112 tys. mieszkańców (2005).
Ośrodek regionu rolniczego, uprawa trzciny cukrowej, ryżu, manioku, tytoniu; przemysł głównie włókienniczy i spożywczy; węzeł drogowy i kolejowy.
Miasto od czasów Holenderskich Indii Wschodnich pełniło funkcje bazy militarnej; siedziba akademii wojskowej Akademi Militer Magelang.
Niedaleko Magelang znajduje się słynna świątynia w Borobudur.